# Hiram Tuttle

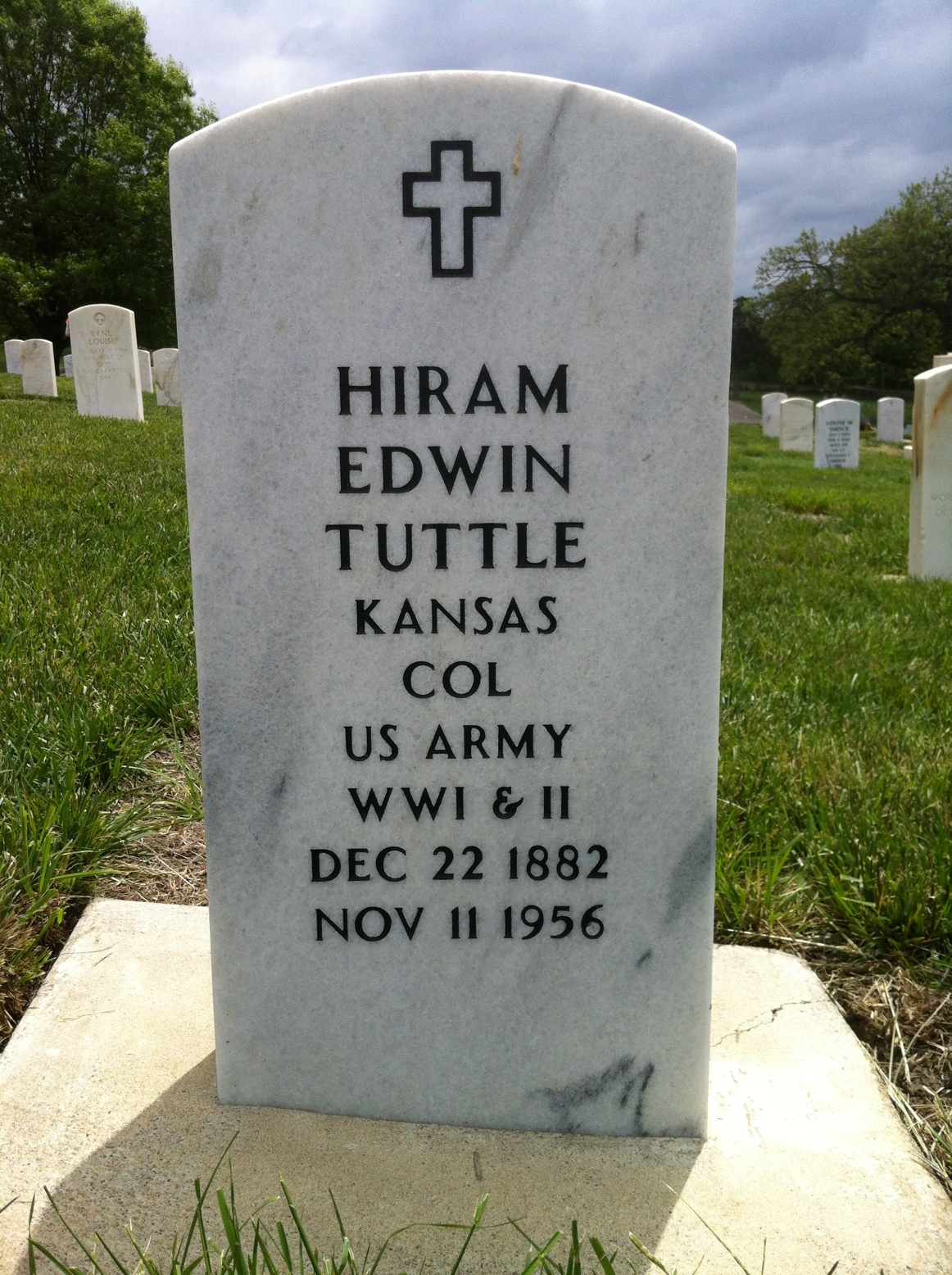
Grab von Hiram Tuttle auf dem Fort Riley Post Cemetery

Hiram Edwin Tuttle (* 22. Dezember 1882 in Dexter, Maine; † 11. November 1956 in Fort Riley) war ein US-amerikanischer Dressurreiter.
Hiram Tuttle war ursprünglich Rechtsanwalt von Beruf und arbeitete in Boston. 1917 trat er in die United States Army ein und wurde 1930 in der Kavallerie-Schule in Fort Riley stationiert. Dort blieb er bis 1944, bis er im Rang eines Colonels aus der Armee ausschied. Tuttle gilt als einer der Pioniere des Dressursportes in den USA. Er war als Dressurreiter ein Autodidakt, dem alle seine Pferde privat gehörten und die er selbst ausbildete. Von seinen Militärkameraden wurde er wegen der damals noch ungewohnten Reitsport-Disziplin eher belächelt. Er bildete auch junge Dressurreiter aus, darunter Robert Borg, der bei den Olympischen Spielen 1948 in London mit der Mannschaft die Silbermedaille in der Dressur gewann.
1932 startete Tuttle bei den Olympischen Spielen in Los Angeles mit seinem Pferd Olympic, das er privat für einen Dollar erworben hatte, in der Dressur. Im Einzelwettbewerb errang er Bronze und damit die erste Medaille für die USA in der Dressur. Auch gemeinsam mit der Mannschaft (Isaac Kitts und Alvin Moore) gewann er eine Bronzemedaille. Vier Jahre später nahm er an den Olympischen Spielen in Berlin teil, allerdings weniger erfolgreich: Im Einzel wurde er 27. von 29 Startern, und die Mannschaft belegte den letzten Platz.
Nach seinem Tod wurde Tuttle auf dem Friedhof von Fort Riley neben seinen Pferden Vast, Si Murray und Olympic begraben. Ein Gelände in Fort Riley ist nach ihm Tuttle Park benannt. 2002 wurde er in die Hall of Fame der United States Dressage Federation aufgenommen.